# إيرل تاتوم
إيرل تاتوم (بالإنجليزية: Earl Tatum)‏ مواليد 26 يوليو 1953 في ماونت فيرنون، هو لاعب كرة سلة أمريكي معتزل. بدأ مسيرته الاحترافية في سنة 1976. تم اختياره من قبل فريق لوس أنجلوس ليكرز خلال الدرافت. يبلغ طوله 6 قدم 5 بوصة (2.0 م). اعتزل اللعب في 1980. أحرز خلال مسيرته في الإن بي إيه 2508 نقطة بمعدل 9.6 نقاط في المباراة الواحدة.

## المسيرة الاحترافية
لعب مع لوس أنجلوس ليكرز من سنة 1976 إلى 1978، ثم لعب مع إنديانا بايسرز في موسم 1977–1978، ثم لعب مع بوسطن سيلتكس في سنة 1978، ثم لعب مع ديترويت بيستونز في موسم 1978–1979، ثم لعب مع كليفلاند كافالييرز في موسم 1979–1980.

## روابط خارجية
- إيرل تاتوم على موقع إن بي أي (الإنجليزية)
- إيرل تاتوم على موقع سبورتس رفرنس (الإنجليزية)
- إيرل تاتوم على موقع كلية كرة السلة في سبورتس رفرنس.كوم (الإنجليزية)
- إيرل تاتوم على موقع ريلجم (الإنجليزية)
- إيرل تاتوم على موقع بروبوليرز (الإنجليزية)